# Henriëtte Weersing
Henriëtte Weersing (Winschoten, 11 ottobre 1965) è un'ex pallavolista olandese.

## Biografia
All'età di 6 anni comincia con la ginnastica, che pratica anche a livello agonistico. Passa alla pallavolo all'età di quasi 16 anni per provare uno sport di squadra, seguendo le orme di una sua amica del cuore: inizia per gioco, finché non viene scoperta da un allenatore del suo paese che la lancia definitivamente.
A 19 anni si trasferisce a Sneek e frequenta università di Scienze Motorie, indirizzo marketing e management.
Fu il capitano della Nazionale femminile di pallavolo dei Paesi Bassi che vinse il campionato europeo nel 1995, dopo il secondo posto agli europei di Roma nel 1991. Sempre con la maglia della nazionale, ha partecipato ai giochi olimpici di Barcellona 1992, chiusi al 6º posto, e a quelli di Atlanta 1996, chiusi al 5º posto.
Rimasta in Italia dopo il matrimonio con l'allenatore di pallacanestro Lorenzo Gandolfi, nel 2005 fu ingaggiata come direttore sportivo dalla Giannino Pieralisi Volley di Jesi, ruolo che ha ricoperto fino al 2010, anno in cui la società marchigiana decise di cedere il proprio titolo sportivo a Conegliano per ripartire dalla B2.
Come team manager, nel 2004 e nel 2012, ha fatto parte dello staff della Nazionale femminile olandese guidata nel 2004 da Avital Selinger e nel 2012 da Gido Vermeulen.

## Palmarès

### Club
- Campionato olandese: 6

1985-86, 1986-87, 1987-88, 1988-89, 1989-90, 1990-91
- Campionato italiano: 1

1997-98
- Coppa dei Paesi Bassi: 5

1985-86, 1986-87, 1987-88, 1988-89, 1989-90,
- Coppa Italia: 1

1997-98
- Supercoppa italiana: 1

1997
- Campionato mondiale per club: 1

1992
- Coppa dei Campioni: 1

1991-92
- Coppa delle Coppe: 3

1994-95, 1995-96, 1996-97
- Challenge Cup: 1

1998-99
- Supercoppa europea: 1

1996

### Nazionale
- 1 World Challenge Cup (Cadice, 1989);
- 1 Medaglia d'Argento ai europei di Roma nel 1991;
- 6º posto alle olimpiadi di Barcellona nel 1992;
- 1 Medaglia d'Oro ai campionati europei nel 1995;
- 5º posto alle olimpiadi di Atlanta nel 1996.

### Individuale
- Miglior giocatrice olandese nel 1989;
- Miglior attaccante della Final Four della Coppa dei Campioni a Zagabria nel 1990;
- Miglior giocatrice della Final Four della Coppa dei Campioni di Ravenna nel 1991;
- Miglior straniera del Campionato Italiano nel 1991-92;
- Miglior schiacciatrice del Mundialito per Club a Jesi nel 1992;
- Trofeo "Gazzetta dello Sport" per la migliore giocatrice del Campionato Italiano nel 1991-1992 e 1995-96;
- Miglior giocatrice dell'All Star Game di Vicenza nel 1997;
- Miglior realizzatrice del Campionato Italiano nel 1997-98;
- Miglior giocatrice d'Italia eletta dagli allenatori nel 1997-98;
- Miglior schiacciatrice della World Challenge Cup di Cadice nel 1989;
- Miglior schiacciatrice dei Campionati Europei di Roma nel 1991.
- Miglior attaccante del Word Challenge Cup (1989);
- Miglior attaccante agli Europei di Roma nel 1991.
- Miglior servizio Olimpiadi Atlanta 1996.